# Bergmagazin
Das Bergmagazin war ein Gebäude, das als Getreidespeicher für Bergleute und die Bewohner von Bergstädten diente.

## Geschichte (Sachsen)
Die Errichtung von Bergmagazinen im Kurfürstentum und Königreich Sachsen erfolgte verstärkt ab 1806 auf Anregung der Oberberghauptmanns Friedrich Wilhelm Heinrich von Trebra. Angesichts der großen Hungersnöte, die sich im oberen Erzgebirge am Ende des 18. Jahrhunderts aufgrund mehrerer Missernten häuften, empfahl Trebra den Bau von mehrstöckigen, steinernen Magazingebäuden, in denen nach der Ernte Getreide deponiert und über mehrere Monate oder sogar Jahre gelagert werden konnte.

## Standorte (Auswahl)
- Osterode am Harz: 1719–1722 als Harzkornmagazin erbaut, seit 1989 Sitz der Stadtverwaltung
- Freiberg: 1784–1805 Umbau von Schloss Freudenstein zum Bergmagazin, bis 1979 als Getreidespeicher genutzt
- Annaberg: erbaut 1802 auf dem Areal des ehemaligen Franziskanerkloster Annaberg, aktuell Nutzung als Finanzamt
- Schneeberg: erbaut 1803, 1916 durch Brand zerstört, 1926 Wiederaufbau und Nutzung als Fabrik, 1990–2011 Nutzung als Einrichtungshaus, seitdem leerstehend
- Marienberg: erbaut 1806–1809, ab 1858 vielfältige Nutzungen unter anderem als Militärkammer, Fabrik, Segelfliegerschule und Obstlager, nach Umbau und Rekonstruktion befinden sich seit 2006 das Museum sächsisch-böhmisches Erzgebirge und die Stadt- und Kreisergänzungsbibliothek im Gebäude.
- Johanngeorgenstadt: erbaut 1806–1812, bis 1847 als Getreidespeicher genutzt, 1863 an den Kaufmann Max Unger verkauft, nach Brand 1899 zum Wohnhaus umgebaut, im Herbst 2005 abgerissen

## Galerie

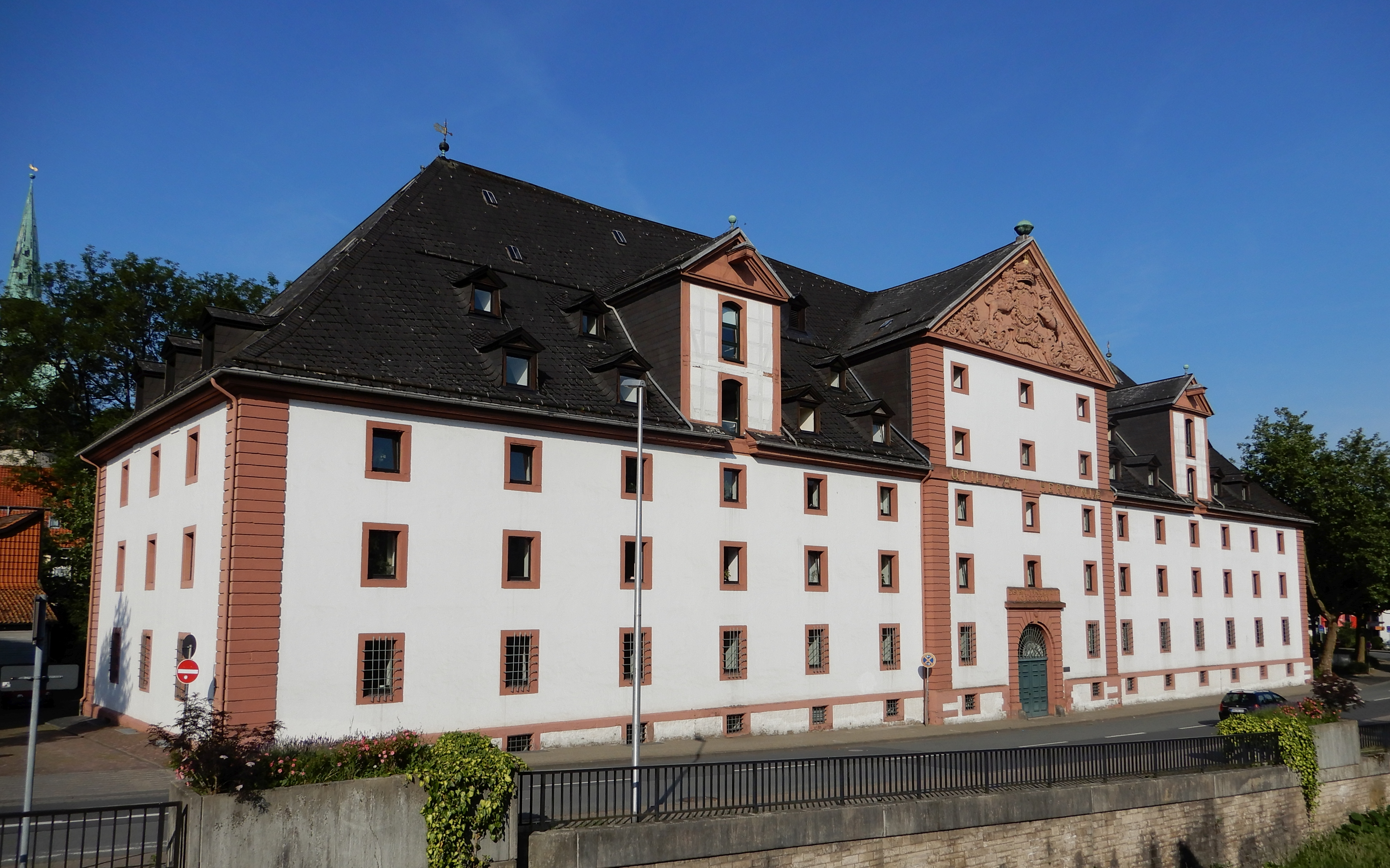
Bergmagazin (Harzkornmagazin) in Osterode am Harz
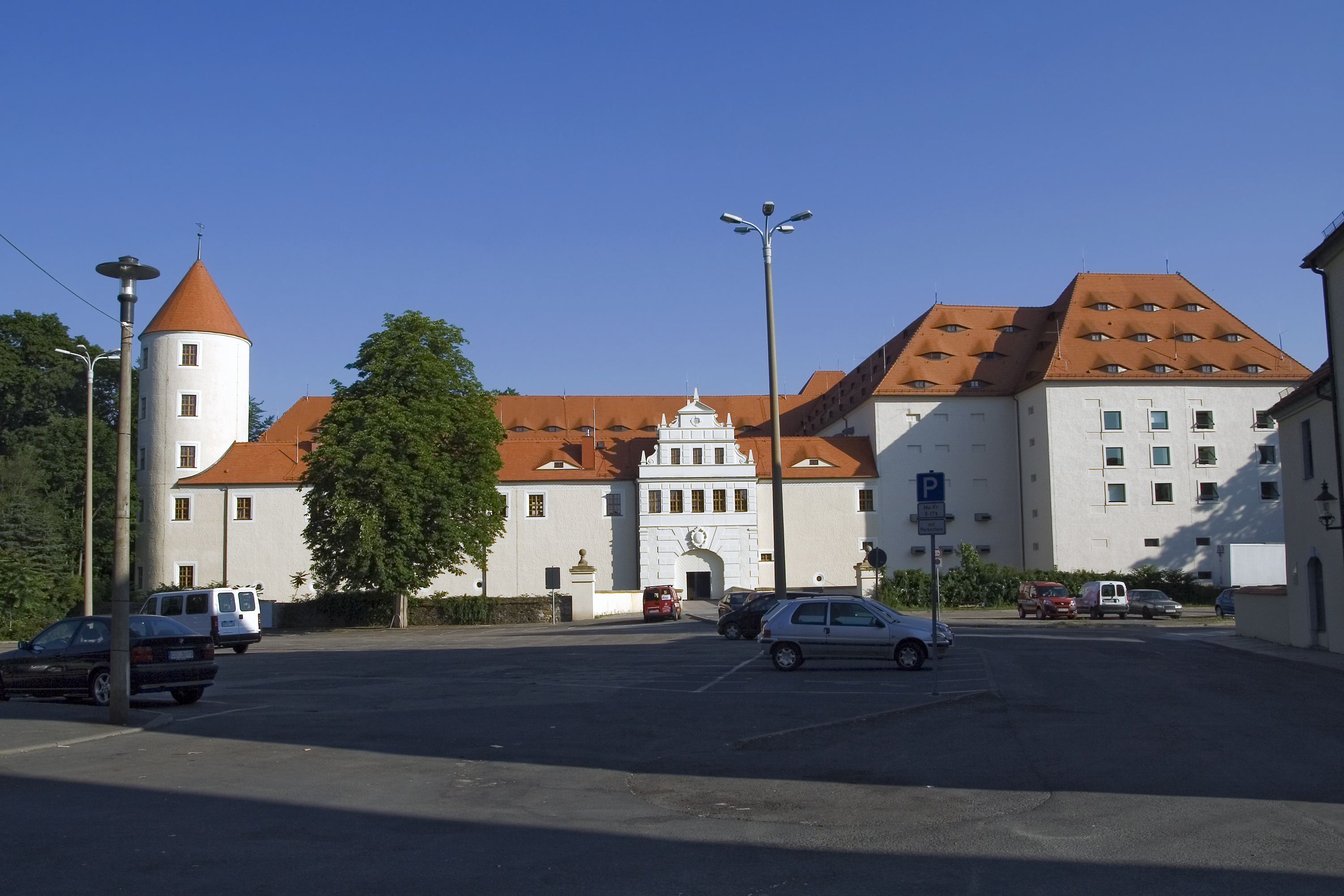
Schloss Freudenstein in Freiberg, ab 1784 als Bergmagazin genutzt
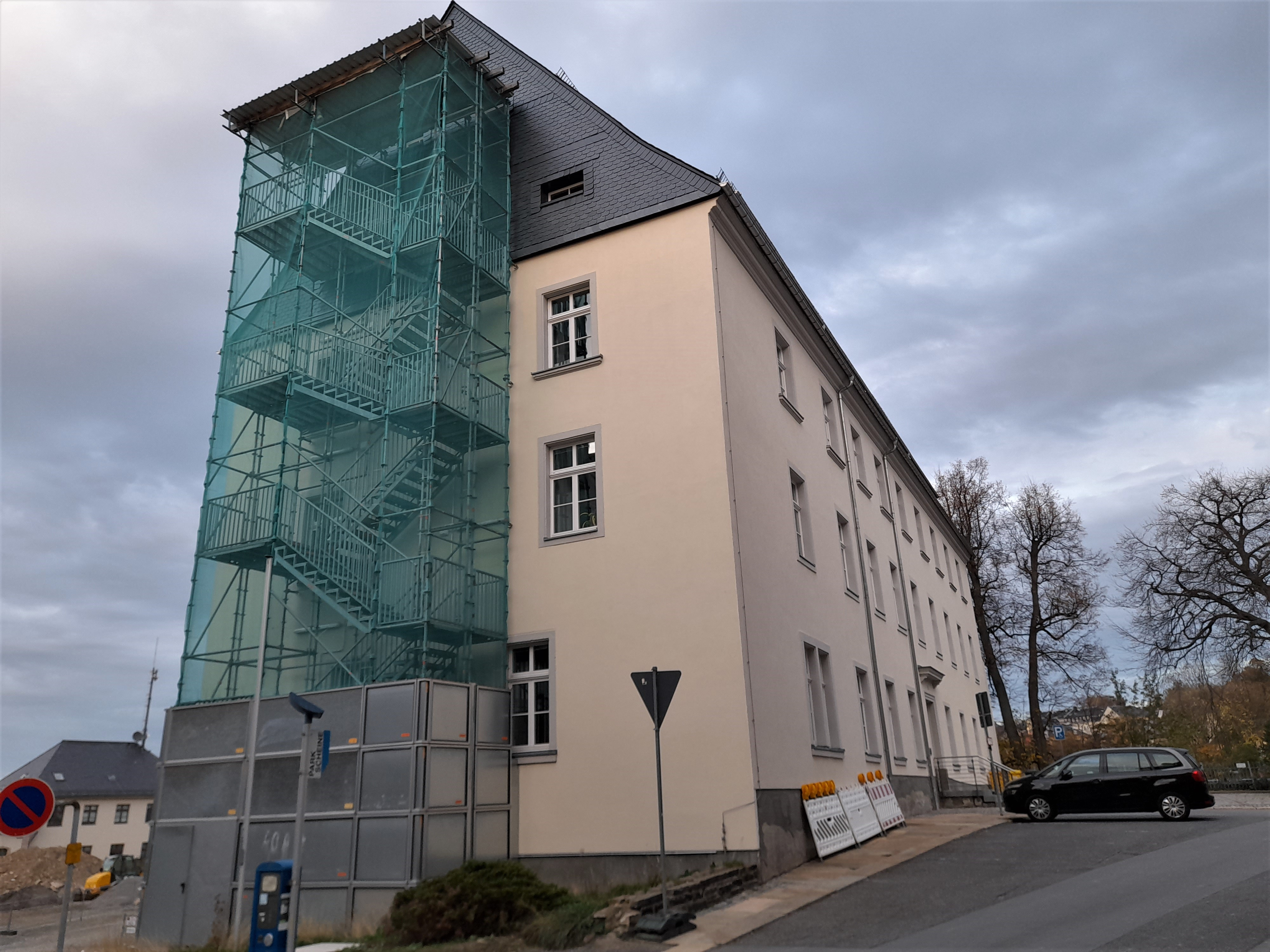
Bergmagazin Annaberg
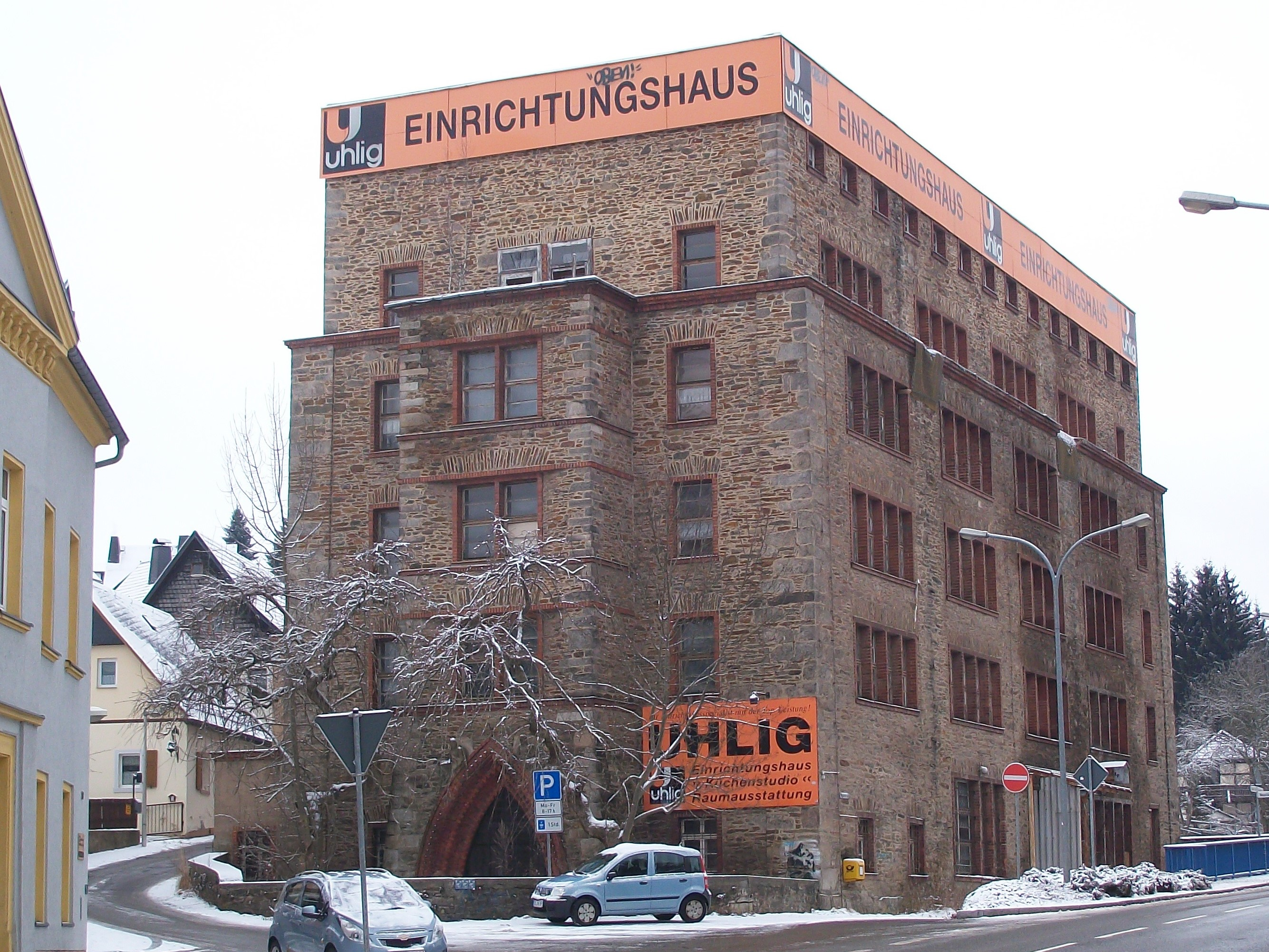
Bergmagazin Schneeberg
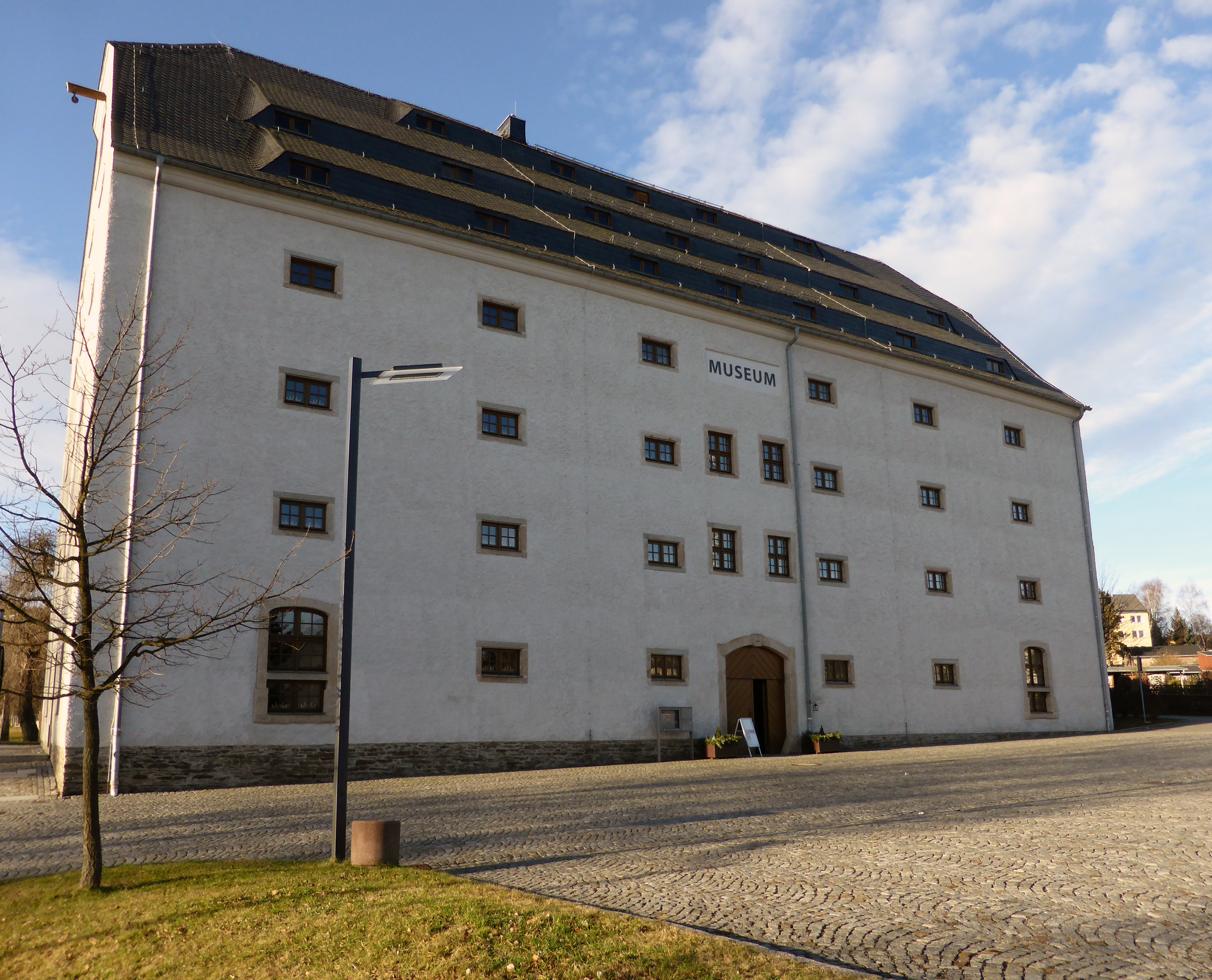
Bergmagazin Marienberg
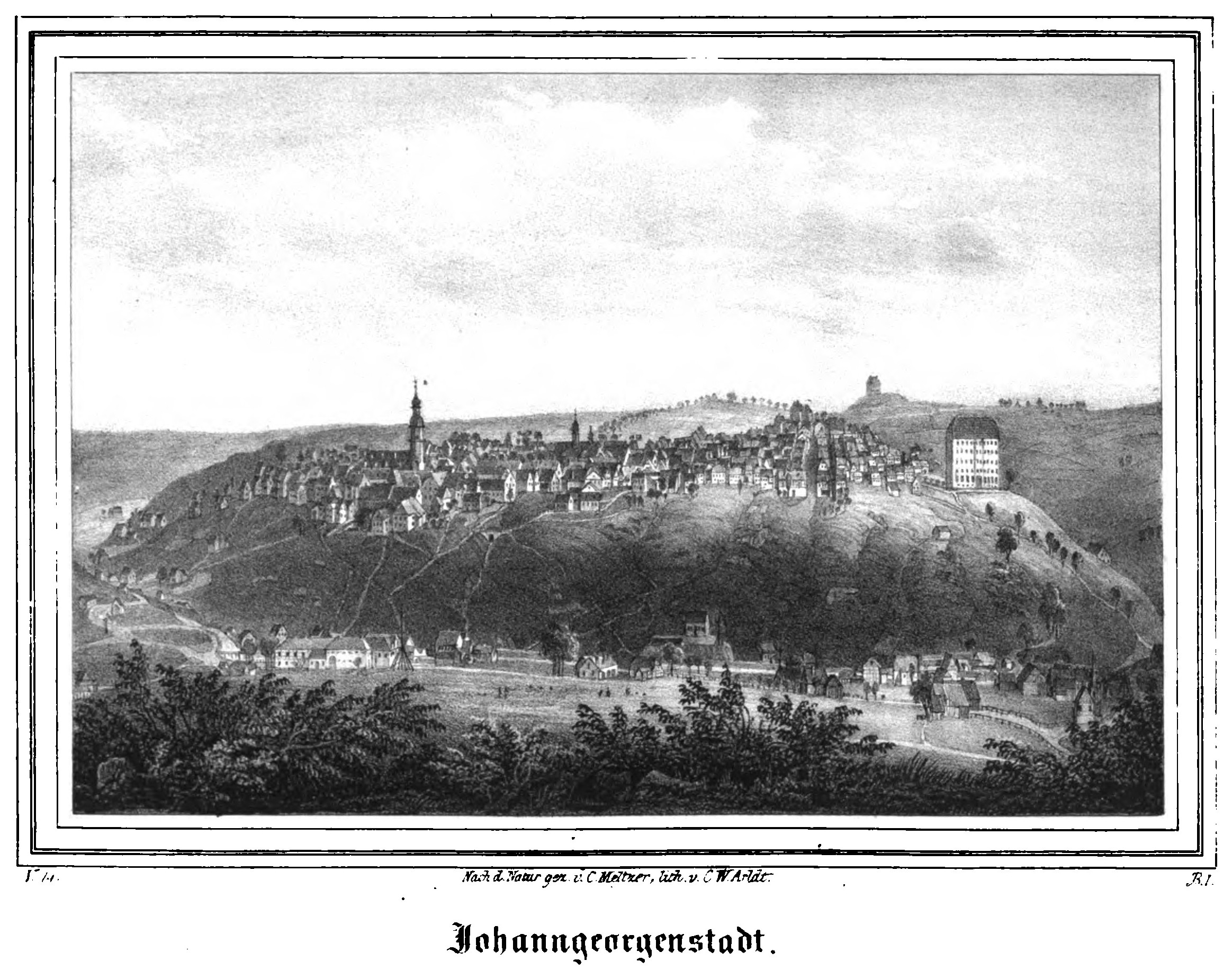
Historische Ansicht des Bergmagazins Johanngeorgenstadt (rechts am Bildrand)